# She Spies – Drei Ladies Undercover
She Spies – Drei Ladies Undercover ist eine US-amerikanische Fernsehserie, die in zwei Staffeln zu je 20 Folgen zwischen Juli 2002 und Mai 2004 produziert wurde. In Deutschland wurde die Serie erstmals ab April 2006 von RTL II und später vom Pay-TV-Kanal 13th Street ausgestrahlt.

## Handlung
Cassie, Shane und D.D. sind ehemalige Schwerverbrecherinnen, die sich nun doch für das Gute entschieden haben. Jetzt arbeiten sie für das FBI im Kampf gegen das Böse. Alle drei beherrschen Kampfkunst, was sich als sehr hilfreich erweist. Mit Charme und Beschattung erreichen die drei sexy Frauen ihre Ziele.

## Besetzung
| Rolle                          | Schauspieler       | Synchronsprecher |
| ------------------------------ | ------------------ | ---------------- |
| Cassandra Anne „Cassie“ McBain | Natasha Henstridge | Andrea Aust      |
| Shane Phillips                 | Natashia Williams  | Tanja Geke       |
| Deedrea „D.D.“ Cummings        | Kristen Miller     | Nana Spier       |
| Jack Wilde                     | Carlos Jacott      |                  |
| Duncan Baleu                   | Jamie Iglehart     |                  |
| Quentin Cross                  | Cameron Daddo      |                  |